# Dzieci kukurydzy (film 2009)
Dzieci kukurydzy (tytuł oryg. Children of the Corn) − amerykański telewizyjny film grozy z 2009 roku, napisany i wyreżyserowany przez Donalda P. Borchersa, z Davidem Andersem i Kandyse McClure obsadzonymi w rolach głównych. Film stanowi adaptację opowiadania Stephena Kinga o tym samym tytule, jest też remakiem filmu Fritza Kierscha z 1984. Premiera obrazu miała miejsce 26 września 2009.

## Obsada
- David Anders − Burt
- Kandyse McClure − Vicky
- Daniel Newman − Malachai
- Preston Bailey − Isaac
- Alexa Nikolas − Ruth
- Isabelle Fuhrman − rola głosowa
- Leo Howard − rola głosowa
- Billy Unger − rola głosowa
- Paul Butler - Nahum
- Dominic Plue - Jacob
- Ryan Bertroche - Amos
- William Brent - rola głosowa
- Zita Vass - Dziewczyna z kucykiem
- Brennan Bailey - Chłopiec
- Jake White - Najstarszy chłopiec
- Creighton Fox - Peter
- Austin Coobs - Mark
- Lexie Behr - Dziewczynka

i inni.